# ADsFactory
aDsFactory株式会社（英: aDsFactory co.,Ltd.）は、東京都中央区に本社を置き、ASP提供、Webデザイン制作、Webシステム開発、ホスティング事業、ECサイト運営、スマートデバイス構築支援などを行う日本の企業である。

## 概要
2000年に浅地彩図園株式会社のインターネット事業部として設立された。2000年に浅地彩図園株式会社が浅地デジタル彩図ファクトリー株式会社に社名を変更。2005年に現在NetReal株式会社で運用している「NetReal!」の前身、FAX一斉配信サービス「aDsNetFAX」サービスを開始する。2010年に事業部から独立し、aDsFactory株式会社（大文字はDとF、その他は小文字が正式）と社名変更し現在に至る。

## 沿革
- 1963年 9月 - 福井県にて浅地紋工所創業
- 1988年10月 - 浅地彩図園株式会社設立
- 1997年 6月 - 浅地彩図園株式会社インターネット事業部立ち上げ
- 1997年 -月 - 銀座オフィス開設
- 2000年 1月 - 浅地デジタル彩図ファクトリー株式会社に社名変更
- 2005年 -月 - FAX一斉配信サービス「aDsNetFAX」提供開始
- 2009年 8月 - 売上UP支援サイト「NetReal!」サービス提供開始
- 2010年10月 - 本店を福井から東京へ移転
- 2010年10月 - aDsFactory株式会社に社名変更・独立
- 2010年12月 - グループ会社NetReal株式会社設立